# Centrale nucleare di Tomari
La centrale nucleare di Tomari (敦賀発電所?, Tsuruga hatsudensho) è una centrale nucleare giapponese situata presso la città di Tomari nella Prefettura di Hokkaidō. L'impianto è composto da 3 reattori per complessivi 1966 MW.

## I reattori

### Reattore 3
La Areva ha firmato un contratto per la fornitura di combustibile MOX per il reattore, questo può essere caricato con fino a 40 elementi per volta di combustibile. In questo modo è possibile estrarre il 12% in più di energia dalla quantità iniziale di combustibile usato.